# Vallouise-Pelvoux
Vallouise-Pelvoux (okzitanisch Vau Loïsa e Pelvós) ist eine französische Gemeinde mit 1.133 Einwohnern (Stand: 1. Januar 2022) im Département Hautes-Alpes in der Region Provence-Alpes-Côte d’Azur. Sie gehört zum Kanton L’Argentière-la-Bessée im Arrondissement Briançon.
Sie entstand als Commune nouvelle mit Wirkung vom 1. Januar 2017 aus dem Zusammenschluss der ehemaligen Gemeinden Pelvoux und Vallouise, die in der neuen Gemeinde den Status einer Commune déléguée haben. Der Sitz der Gemeinde befindet sich im Ort Pelvoux.

## Gliederung
| Ortsteil                  | ehemaliger INSEE-Code | Fläche (km²) | Einwohnerzahl zum 1. Januar 2022 |
| ------------------------- | --------------------- | ------------ | -------------------------------- |
| Pelvoux (Verwaltungssitz) | 05101                 | 76,23        | 430                              |
| Vallouise                 | 05175                 | 68,58        | 748                              |

## Lage
Nachbargemeinden sind
- Villar-d’Arêne und Le Monêtier-les-Bains im Norden,
- La Salle-les-Alpes, Puy-Saint-André und Saint-Martin-de-Queyrières im Osten,
- Les Vigneaux im Südosten,
- Puy-Saint-Vincent und L’Argentière-la-Bessée im Süden,
- Champoléon im Südwesten.
- La Chapelle-en-Valgaudémar und Saint-Christophe-en-Oisans im Westen.